# Elizabeth Hastings
Lady Elizabeth Hastings, contessa di Worcester (1556 – Londra, 24 agosto 1621), è stata una nobildonna inglese.

## Biografia
Era la figlia di Francis Hastings, II conte di Huntingdon, e di sua moglie, lady Catherine Pole.

## Matrimonio
Nel mese di dicembre 1571, sposò Edward Somerset, IV conte di Worcester, figlio di Sir William Somerset, III conte di Worcester e Christiana North. Ebbero quindici figli:
- Lady Katherine Somerset (1575-30 ottobre 1624), sposò William Petre, non ebbero figli;
- William Somerset (1576-1598);
- Henry Somerset, I marchese di Worcester (1576-18 dicembre 1646);
- Thomas Somerset, I visconte Somerset (1578-1650);
- Charles Somerset (1580-?), sposò Elizabeth Powell, ebbero due figlie;
- Francis Somerset (1582);
- Lady Blanche Somerset (1583-28 ottobre 1649) sposò Thomas Arundell, II barone Arundell di Wardour, ebbero tre figli;
- Lady Catherine Somerset (1585-?), sposò Thomas Windsor, VI Lord Windsor, non ebbero figli;
- Christopher Somerset (1586);
- Edward Somerset (1588);
- Lady Elizabeth Somerset (1590-?), sposò Sir Henry Guilford, non ebbero figli;
- Lady Anne Somerset (1594);
- Lady Frances Somerset (1596);
- Lady Mary Somerset (1598).

## Morte
Morì il 24 agosto 1621 a Worcester House, Londra.
| Controllo di autorità | VIAF (EN) 88495106 · LCCN (EN) no2009072408 |